# Casandria albiplena
Casandria albiplena là một loài bướm đêm trong họ Noctuidae.